# 長辛店戰鬥
長辛店戰鬥發生於1922年4月26日－5月4日，地點則是在中國北京西南一帶（今北京市丰台区长辛店街道一带）。是北洋政府時期內戰之一，也是第一次直奉戰爭最主要戰役。交戰兩方為直軍西路及奉軍西路。戰鬥結束後，直軍西路獲勝。戰鬥過程中，直軍統帥吳佩孚親臨督戰，兩軍一日之間攻守易防九度，最後，奉軍旅長梁朝棟陣亡，梯隊長鄒芬重傷。進攻失利的奉軍敗退豐台，第一次直奉戰爭為之結束。此次战斗中，直系出动空军轰炸奉军。

## 參看
- 北洋政府
- 中華民國北洋政府時期內戰戰鬥列表